# Arthur Lee (musiker)
Arthur Taylor Lee, född Arthur Porter Taylor 7 mars 1945 i Memphis, Tennessee, död 3 augusti 2006 i samma stad, var en amerikansk sångare och gitarrist och grundare av bandet Love.

## Diskografi (solo)
Studioalbum
- Vindicator (1972)
- Arthur Lee (1981)

Livealbum
- Arthur Lee Live in Liverpool with Shack (Viper Records 2000)
- Live in Liverpool 2003 (2008)

EP
- Arthur Lee (1977)